# Leptosophista aleatrix
Leptosophista aleatrix là một loài bướm đêm trong họ Crambidae.